# Авария Ту-104 под Саваслейкой
Авария Ту-104 под Саваслейкой — авиационный инцидент, произошедший 19 февраля 1958 года. Авиалайнер Ту-104 выполнял перегоночный рейс по маршруту Новосибирск — Свердловск — Москва, но вскоре самолёт отправился на запасной аэродром Саваслейку, однако самолёт исчерпал всё топливо и аварийно сел на поле при заходе на посадку. Никто из 3 членов экипажа на борту не погиб.
Это первое происшествие в истории Ту-104 и первое происшествие с реактивным пассажирским самолётом в СССР.

## Самолёт
Ту-104 с бортовым номером Л5414 (заводской — 6350003, серийный — 00-03) был выпущен Харьковским авиазаводом в 1956 году и являлся третьим по счёту среди всех Ту-104. 11 мая он совершил первый полёт и затем был передан Главному управлению гражданского воздушного флота, которое направило его в Лётный учебно-тренировочный центр гражданского воздушного флота. Салон авиалайнера имел пассажировместимость на 50 мест.

## Происшествие
Самолёт выполнял перегоночный рейс по маршруту Новосибирск — Свердловск — Москва на ремонт, а пилотировал его экипаж из трёх человек. Когда авиалайнер вошёл в Московскую воздушную зону, то экипаж либо посчитал, что остатка топлива в 8 тонн недостаточно, чтобы долететь до аэропорта Внуково, либо погодные условия над Москвой были ниже метеорологического минимума (точные данные в источниках разнятся), однако экипаж запросил посадку на запасном аэродроме. Изначально им был предложен военный аэродром Дягилево в Рязанской области, но из-за сложных метеоусловий экипаж потерял ориентировку и не смог выйти на приводную радиостанцию аэродрома.
Тогда было принято решение следовать к аэродрому Саваслейка, который находился в Горьковской области и в трёх сотнях километрах восточнее московского Внуково. При заходе на посадку в процессе снижения топливо закончилось, и двигатели остановились. Поэтому экипаж был вынужден принять решение о вынужденной посадке вне аэродрома и выполнил её на лес в полутора километрах от полосы. Никто при этом не погиб.

## Причины
Основной причиной происшествия была названа ошибка экипажа в определении остатка топлива и в расчёте рубежей ухода. Сопутствующей причиной стали сложные метеорологические условия над Москвой и Рязанской областью, из-за чего экипаж потерял ориентировку.

## Дальнейшая судьба самолёта
После происшествия авиалайнер был восстановлен и перегнан в московский аэропорт Внуково. Весной 1959 г. он снялся в художественном фильме "Люди голубых рек", где можно видеть, как Ту-104 с этим номером выруливает на взлет и взлетает. Однако было принято решение его в пассажирскую эксплуатацию не вводить. Вместо этого борт Л5414 был передан в ВДНХ, где его установили в качестве экспоната. Впоследствии на борт самолёта последовательно были нанесены бортовые номера CCCP-42320 и СССР-42314, но их не присваивали официально данному борту. По некоторым сведениям, уже в 1963 году данный Ту-104 был порезан на металлолом.